# 사이언스타임즈
사이언스타임즈(The Science Times)는 과학기술, 과학문화, 과학정책, 창의교육 등의 이슈와 정보를 매일 기사로 제공해, 과학기술 및 과학교육에 대한 관심과 이해의 폭을 넓히고, 이를 통해 과학기술과 사회의 정보 교류 촉진을 위하여 설립된 과학 전문 인터넷신문이다. 서울특별시 강남구 소재의 한국과학창의재단 과학창의협력팀에서 운영하고 있고 재원은 과학기술진흥기금 및 복권기금의 지원으로 운영·제작된다.

## 연혁
- 2003년 5월 19일 창간[6]

## 주요 업무
- 인터넷 과학신문 매주 발행 (금, 주 1회)
- 신속하고 전문적인 취재 기사, 분석 보도, 커뮤니케이션 공간 구성을 통해 과학기술, 창의 · 인성교육 현안에 대한 정보 제공 및 여론 형성 · 수렴의 장 마련

## 같이 보기
- 사이언스TV 멋지다
- 채널 십오야